# 呉恒権
呉 恒権（ご こうけん、1948年12月 - ）は、中華人民共和国の官僚・政治家。湖北省紅安県出身。中国共産党第17大代表。第11期全国人民代表大会代表。第12回全国政協常務委員。

## 経歴
1948年12月、湖北省紅安県で生まれる。1975年に吉林大学を卒業後、同年、人民日報社に入社。以後、編集者、記者、国内政治部法制編集組組長・副主任、副総編集長を歴任した。2003年12月、『求是』雜誌社社長に昇格。2008年4月、張研農の後任として、人民日報社総編集長に任命された。2012年11月、中国共産党中央宣伝部副部長（正部長級）に転出。